# هاز سليمان
هاز سليمان أو حسن علي الحاج سليمان هو ممثل اميركي لبناني.

## نشأته
ولد في الإمارات سنة 1976 وعاش فيها لمدة 10 سنوات، ومن ثم عاد مع عائلته لينشأ ويترعرع في لبنان.
هاجر هاز إلى الولايات المتحدة سنة 1997 حين كان عمره 21 سنة مركزًا حبه للتمثيل في السينما والتلفزيون والمسرح، فاستقر بولاية ميشيغان ثم نيويورك، حتى استقرت إقامته في لوس أنجلس.

## حياته المهنية

### فِلمالزائر
شارك في بطولة فِلم عن المهاجرين السوريين الذين لا يحملون وثائق مجسدًا دور «طارق» الفِلم المستقل الزائر، دراما رشحت لجائزة نقابة ممثلي الشاشة وجائزة الأوسكار 2008، كان من إخراج توماس ماكارثي. وقد كان لسليمان أدوار صغيرة أيضًا في السينما عام 2006 بفِلم أميريكان دريمز، وفِلم أميريكانيست عام 2007.

### مسلسلإي آر
في عام 2006 مثلَّ سليمان دور جندي أميركي في العراق في شاشة هيئة الإذاعة الوطنية بمسلسل إي آر، وفي نفس السنة كان له دور متكرر يجسد فيه شخصية الملياردير العربي في سي بي إس «شركة المدينة». سنة 2007 جسد دور الإرهابي «حيدر» المشتبه به في 3 حلقات من مسلسل 24 على شبكة فوكس التلفزيونية.كما ظهر في مسلسلي إن سي آي إس وفيرونيكا المريخ سنة 2007.

### مسلسل الممرضة جاكي
هاز سليمان لعب دور مُمرض مثلي يدعى محمد «مومو» في الموسم الأول من مسلسلة الممرضة جاكي الكوميدي الذي عرضته شبكة شوتايم لأول مرة في يونيو 2009.

## جوائز
جوائز جمعية بوسطن لنقاد السينما 2008- المركز لثاني - أفضل طاقم مؤلف (الزائر).

## ترشيحات
- جوائز الروح المستقلة 2008 - أفضل ممثل مساعد (الزائر).
- جوائز غوثام 2008 - أفضل طاقم مؤلَّف (الزائر)

## فيلموغرافيا
| سنة         | الاسم                 | الدور                                 | ملاحظات |
| ----------- | --------------------- | ------------------------------------- | --- |
| 2004        | رحلة تزلج             | تايسون                                | |
| 2006        | شركة المدينة          | أبي فيصل                              | فِلم تلفزيوني |
| 2006        | السلطة الرابعة        |                                       | فيديو قصير |
| 2006        | أميريكان دريمز        | الكابتن مويدين                        | |
| 2006        | إي آر                 | هودغكينز                              | حلقة "الشهم البطل والنصر المأساوي" |
| 2007        | 24                    | حيدر                                  | 3 حلقات (الموسم السادس) |
| 2007        | إن سي آي إس           | عبد الواحد                            | حلقة "فترة السماح" |
| 2007        | فيرونيكا المريخ       | ناصر بن حفلد                          | حلقة "الغرافيتي الأميريكي" |
| 2007        | فوتبال: ثمن الأحلام   | آيس                                   | |
| 2007        | أساسنز كريد           | مالك السيف (صوت)                      | |
| 2007        | أميريكنيست            | علي، العميل الغاضب                    | |
| 2007        | الزائر (فيلم)         | طارق                                  | ترشيح - جوائز الروح المستقلة: أفضل ممثل مساعد ترشيح - جائزة أفضل أداء من جمعية التلفزيون وأفلام الأونلاين - رجال ترشيح - جائزة جمعية بوسطن لنقاد السينما - أفضل تمثيل ترشيح - جوائز غوثام لأفضل طاقم مؤلف. |
| 2009        | الممرضة جاكسون        | محمد "مومو" دي لا كروز، الممرض المثلي | 12 حلقة (بطولة الموسم الأول) |
| 2010-2011   | الوعد                 | عمر حبش                               | أجزاء 1,2,3,4 |
| 2010-2011   | نيكيتا                | قاسم طارق                             | حلقتي "طريق واحدة" و"العهد" |
| 2011        | لقاء جين              | وكيل يوسف عمري                        | فِلم تلفزبوني |
| 2011        | سي إس آي: ميامي       | مارسيل لارغوز                         | حلقة "إستغاثة" |
| 2011        | دورفمان في الحب       | كوكي                                  | |
| 2011        | أساسنز كريد: ريفليشنز | سليمان الأول                          | (صوت) |
| 2011        | شظية                  | روبيرت سيرفيش                         | فِلم تلفزيوني |
| 2012        | هايلاند بارك          | علي رشيد                              | |
| 2012-2014   | شؤون سرية             | خالد الأنصاري                         | 5 حلقات |
| 2012        | الجميلة والوحش        | مباحث وولنسكي                         | حلقة واحدة |
| 2013        | دماء زرقاء            | تيري داميري                           | حلقة "رسم الميت" |
| 2013        | الزوجة الصالحة        | زايد شهيد                             | حلقة "إجتز واحد في الخلد" |
| 2013        | هايلاند بارك          | علي رشيد                              | |
| 2012 - للآن | شؤون سرية             | خالد الأنصاري                         | 4 حلقات |
| 2014        | شخص بفائدة            | عمر ريشة                              | حلقة "البيعَة" |
| 2014        | متهور                 | طارق الزهراني                         | حلقة "واحد وخمسين في المئة" |
| 2015        | الولاء                | سكوت توليفر                           | مسلسل تلفزيوني |
| 2015        | قتل يسوع              | يسوع                                  | فِلم |
| 2015        | أؤلئك النس            | تيم                                   | قيد الإنتاج |
| -           | عرض وطلب              | سكوت                                  | قيد التصوير |

## روابط خارجية
- هاز سليمان على موقع IMDb (الإنجليزية)
- هاز سليمان على موقع ألو سيني (الفرنسية)
- هاز سليمان على موقع أول موفي (الإنجليزية)
- هاز سليمان على موقع قاعدة بيانات الأفلام السويدية (السويدية)
- هاز سليمان على موقع قاعدة بيانات الفيلم (الإنجليزية)
- هاز سليمان على موقع كينوبويسك (الروسية)